# Португалія на літніх Олімпійських іграх 1952
Португалія брала участь у Літніх Олімпійських іграх 1952 року у Гельсінкі (Фінляндія) учетверте за свою історію, і завоювала одну бронзову медаль.

## Бронза
Вітрильний спорт, чоловіки — Francisco de Andrade і Joaquim Mascarenhas de Fiúza.